# رونی براون (بازیکن فوتبال)
رونی براون (انگلیسی: Ronnie Brown؛ زادهٔ ۲۶ دسامبر ۱۹۴۴) بازیکن فوتبال اهل بریتانیا است.
از باشگاه‌هایی که در آن بازی کرده‌است می‌توان به باشگاه فوتبال پلیموث آرگیل، باشگاه فوتبال بلکپول، و باشگاه فوتبال برادفورد سیتی اشاره کرد.